# Кануков, Бола Дударыкоевич
Темирболат (Бола́) Дударыкоевич Ка́нуков (осет. Хъаныхъуаты Бола, 1869, Кобан, Пригородный район — 1922, Майский, Кабардино-Балкарская АССР) — российский цирковой борец. На рубеже XIX—XX веков выступал в чемпионатах Ивана Лебедева под именем Казбек-гора.
Оставаясь преданным нормам приличия своего народа, он никогда не выходил на арену без одежды.

## Биография

### Ранние годы
До года он был хилым, болезненным и таким крохотным, что отец накрывал его шапкой. Затем начал стремительно расти, набирать мощь. Десятилетним начал работать с отцом на лесоповале. А к пятнадцати годам окреп настолько, что один кантовал брёвна, которые и четырём взрослым мужчинам были не по силам, рост Болы достигал 2 метров 24 сантиметров, весил же осетинский «уаиг» (великан) более 200 килограммов. Как и большинство сильных людей, Бола был бесхитростен и добр.

### Спортивная карьера
Слухи о чудо-богатыре дошли и до столицы. Из Петербурга, Москвы и других городов России приезжали люди, предлагавшие ему поступить в цирк и заняться профессиональной французской борьбой. И Бола стал выступать в цирке. После первого же выступления слух о нём прошёл по всей России. Побеждал в основном благодаря своей неимоверной силе. В скором времени становится известным борцом, вошёл в число сильнейших в России, был победителем нескольких международных цирковых чемпионатов, проходивших как в России, так и за рубежом.
Известный дагестанский силач Сали-Сулейман вспоминал, что в 1908 г. Казбек-Гора положил на лопатки Георга Гаккеншмидта, одержал победы над Иваном Шемякиным, Николаем Вахтуровым, армянским борцом Мыкыртычевым, персом Али, японцем Ону и др.
В Варшавском и Берлинском цирках победил многих борцов, среди которых: болгарин Никола Петров, турецкие борцы Шекир Пельван, Ахмед Пельван, Коч-Ахмед, англичанин Цыпс, американец Бамбула, итальянец Джаморе, датчанин Йесс Педерсен и другие.
Имя Темирболата Канукова широко афишировалось, выпускались почтовые открытки с его фотографиями, о нём часто писали в газетах, публиковали отчёты о чемпионатах борцов.
Вот как писала газета «Каспий» о выступлениях Бола на международном чемпионате французской борьбы в цирке Никитина в г. Баку в 1909 году: «9 апреля, Иогансон (чемпион Норвегии) выходит на арену, смотрит на своего противника — осетинского колосса и пожимает плечами с таким видом, как будто хочет сказать: „Ну что с ним я смогу сделать?..“ И действительно, ему не приходится много стараться. Сразу же после свистка Кануков идёт на него, ловит после двух-трёх увёрток на передний пояс и кладёт его на лопатки в 26 секунд».
«12 апреля. Темирболат Кануков — Мультон (чемпион Южной Америки). Мультон заранее обречён на поражение, и весь вопрос в том, долго ли удастся продержаться. Оказывается, недолго. Кануков хватает его на передний пояс и кладёт в одну минуту 26 секунд».
«23 апреля. Темирболат Кануков — Буччиони (чемпион Италии). Ловкий итальянец, знаток французской борьбы, умело защищается от осетинского великана и даже пробует в свою очередь наказать, но Кануков лежит в партере, как скала, итальянец не может его повернуть. Но вот в партере Бола поворачивает его на одно плечо. Буччиони, спасаясь, делает мост, но Кануков ломает его своим колоссальным весом и кладёт итальянца в 9 минут 15 секунд».
Последний раз боролся в 1917 году в г. Баку.
Человек огромной физической силы был скромным, добродушным, мягким и весьма уважительным человеком.
Так и остался он в истории отечественной атлетики легендарным борцом, грозой чемпионов, диковинным силачом.
Через несколько лет, выступлений на аренах многих городов, но так и не нажив больших материальных благ, Бола вернулся в родное село

### Семья
Семья у него была небольшая — жена, дочь и приёмный сын Василий. Усыновил Бола русского мальчика Василия, когда тому было 2,5 года. Бола любил его не меньше родной дочери.
Умер Бола в 1922 году необычной смертью. В тот год был хороший урожай пшеницы, и он поехал с товарищами в Георгиевск — на заработки, В поле их застала гроза. Все бросились бежать под навес, он один остался в поле, приподнял стог соломы, лёг на сырую землю и, прикрывшись стогом, уснул. После грозы он не смог встать, его привезли домой больным. Прохворав три недели, он скончался и был похоронен в Майском.
В 1934 году умерла и его дочь. Во время Отечественной войны Василий сражался в рядах Советской Армии и в 1942 году геройски погиб на поле сражения.